# In odium fidei
Der lateinische Ausdruck in odium fidei bedeutet „aus Hass gegen den Glauben“, „aus Glaubenshass“. Die Formulierung wird von der römisch-katholischen Kirche vor allem im Zusammenhang mit Selig- und Heiligsprechungsverfahren verwendet, wenn die Person um des Glaubens willen, durch die Hände jener, die den Glauben hassen, den Tod erlitt. Sie erhält dann den Märtyrertitel. Für die Selig- oder Heiligsprechung eines Märtyrers wird kein Nachweis eines Wunders gefordert.